# Abraham Drach
Abraham Drach (* vor 1630; † 14. August 1687 in Frankfurt am Main) war ein Kaufmann und Bankier sowie zwölf Jahre Vorsteher der Frankfurter jüdischen Gemeinde.

## Leben
Abraham Drach gehörte einer der reichsten und bedeutendsten jüdischen Familien Frankfurts an. Isidor Kracauer beschrieb ihn als begabten Kaufmann, der durch vorausschauendes Denken günstige Konjunkturen zu nützen verstand und wegen seiner Begabung im Umgang mit Menschen und seiner Redlichkeit sowohl bei christlichen als auch bei jüdischen Zeitgenossen aus allen gesellschaftlichen Schichten angesehen war. Er war als Hoffaktor an den Börsen von Hamburg und Amsterdam angesehen, desgleichen bei einigen Fürstenhäusern. Als Beauftragter der Frankfurter jüdischen Gemeinde führte er wichtige Verhandlungen am kaiserlichen Hof in Wien. Ab 1660 war er zwölf Jahre lang gemeinsam mit Theodor Oppenheim Vorsteher der jüdischen Gemeinde, wobei er wegen seiner großen Verdienste als Fürsprecher beim kaiserlichen Hof nicht von Wahlmännern gewählt werden musste.
In Frankfurt war er zwischen 1669 und 1686 in erbitterte Auseinandersetzungen mit Isaak Kann um die Vorherrschaft in der jüdischen Gemeinde verwickelt, die als Drach-Kannsche-Wirren in die Stadtgeschichte eingingen. Obwohl er den Rechtsstreit 1686 abschließend aufgrund eines kaiserlichen Mandats gewann, in dem Kann zur Zahlung von 100.000 Reichstalern verurteilt wurde, konnte er für seinen erlittenen wirtschaftlichen Schaden keinen Schadensersatz erlangen und starb ein Jahr später verbittert und innerlich gebrochen. Sein Grabstein auf dem Alten jüdischen Friedhof Battonnstraße ist erhalten.
Drach heiratete 1638 Sische, die schon 1639 verstarb. Mit seiner 1641 geheirateten Frau Sorlen hatte er sieben Kinder.